# Garage: Bad Dream Adventure
Garage (полное название: GARAGE: Bad Dream Adventure; яп .ガラージュ) — японская компьютерная игра в жанре квест с элементами ужасов, разработанная Kinotrope и изданная Toshiba-EMI для Windows и Macintosh в 1999 году.

## Сюжет и игровой процесс
Garage — это сюрреалистичная приключенческая игра, действие которой происходит в мрачном мире, населенным биомеханическими машинами. Персонаж игрока использует странное устройство под названием Garage, которое создает мир на основе подсознания человека. Этот мир полон нечистот, ветхих деревянных построек и ржавого металла. Персонаж игрока исследует этот мир и общается с его обитателями — такими же биомеханическими машинами — с целью найти выход.
В процессе игры игроку нужно исследовать мир игры, решая головоломки, взаимодействуя с игровыми персонажами и следя за показателями топлива и эго — если одно из них достигнет нуля, игра закончится.

## Разработка
Игра была создана японским художником-сюрреалистом Томоми Сакуба. Сакуба был директором, продюсером — Масахиро Икута, сопродюсером — Акихико Кава, а программистом — Акия Хаяши. Трёхмерную графику сделали Генго Ито и Хироки Ватанабэ, а музыку написал Томонори Танака.
Сакуба заинтересовался в компьютерных играх, поиграв в Cosmic Osmo примерно в 1990 году. Узнав, что игра написана на HyperCard — программном обеспечении, которое поставляется бесплатно с компьютером Mac — он пошел в библиотеку и начал изучать программирование на этом языке. Он сделал несколько экспериментальных проектов, таких как Hobbit's Great Adventure и Talking, прежде чем нацелиться на создание полноценной игры.
При создании дизайна героя Сакуба остановился на существе с органической головой с телом машины. В конце концов он решил сделать это дизайном всех персонажей. Существует как минимум один неиспользованный вариант рекламного плаката для игры. Официальный веб-сайт игры был сделан в августе 1995 года, и директор вел дневник, чтобы сообщать о своем прогрессе.

## Выпуск
Первое издание игры было ограничено тиражом в 3000 копий. Издатель игры Toshiba-EMI ушел из бизнеса по изданию компакт-дисков до того, как было возможно выпустить новые копии. Даже в Японии, где игра была изначально выпущена, Garage считается крайне редкой игрой, существует всего несколько тысяч её копий. Когда она появилась на торговой площадке Suruga-ya, её запрашиваемая цена составляла 300 000 иен.
В настоящее время игра доступна в Интернете благодаря тому, что члены раздела 4chan /vr/ нашли её на аукционе и собрали деньги на её покупку и презервацию. Создатель игры не переиздавал её, во-первых потому что изменился «баланс игры», а во-вторых он не владеет правами на нее. В середине 2007 года в продажу поступила Garage Private Edition и была быстро распродана. С разрешения Томоми Сакуба игра представляла собой новую версию первого издания.
10 декабря 2021 года на устройствах iOS и Android вышла обновленная версия Garage. Эта версия получила название Garage: Complete Version. В игру впервые можно было официально поиграть на английском языке. Обновленная версия включала улучшения пользовательского интерфейса и игрового баланса, новые главы, побочные квесты и несколько разных концовок. Позднее эта версия была перенесена на Microsoft Windows и выпущена в Steam 7 июля 2022 г.

## Отзывы
Курт Калата в статье для Hardcore Gaming 101 счел Garage «крайне дискомфортной игрой» из-за ее тревожной  натуры. Даниил Огилец в статье для Disgusting Men охарактеризовал Garage как «арт-объект, а не игру».